# U–547
Az U–547 tengeralattjárót a német haditengerészet rendelte a hamburgi Deutsche Werft AG-től 1941. június 5-én. A hajót 1943. június 16-án vették hadrendbe. A tengeralattjáró pályafutása során nem veszített embert. Pályafutása során 9121 regisztertonnányi hajót süllyesztett el.

## Pályafutása
Az U–547 első legénysége a Kanári-szigeteknél elsüllyesztett U–167 kapitányából, tisztjeiből és matrózaiból állt össze. Első járőrútján az Atlanti-óceán északi részén vadászott szövetséges hajókra, de egyet sem sikerült elsüllyesztenie.
Második útján, 1944. június 14-én megtámadott Libéria közelében egy kisebb konvojt. Először elsüllyesztette a HMS Birdlip brit felfegyverzett halászhajót, majd a tenger fenekére küldte a francia Saint Basile teherhajót. Július 2-án a tengeralattjáró megtorpedózta a magányosan haladó holland gőzhajót, a Bodegravent, amely 4589 általános rakomány mellett 2512 tonna vörösrezet szállított Nagy-Britanniába. A robbanásban megsemmisült a hajó négy mentőcsónakjából egy, így a legénység 63 tagja és a 48 utas kénytelen volt a megmaradt háromba préselődni. A németek a túlélőket kihallgatták, majd a kapitányt fogolyként magukkal vitték. A három mentőcsónakból kettőt egy Freetownból induló hadihajó kimentett, a harmadik partot ért. Három tengerész és egy utas meghalt.
Az U–547 harmadik járőrszolgálata 38 napig tartott. A tengeralattjáró 1944. augusztus 31-én súlyosan megrongálódott, amikor légi telepítésű aknára futott a franciaországi Pauillac közelében, a Deodar nevű brit aknamezőn. 1944. december 31-én kivonták a hadrendből, a hajótestet a szovjet csapatok 1945. áprilisban, Stettinben birtokba vették. A tengeralattjárót később feldarabolták.

## Kapitányok
| Név               | Kezdőnap          | Zárónap            |
| ----------------- | ----------------- | ------------------ |
| Kurt Sturm        | 1943. június 16.  | 1944. április 18.  |
| Heinrich Niemeyer | 1944. április 18. | 1944. december 31. |

## Őrjáratok
| Indulás  | Indulónap           | Érkezés  | Zárónap              |
| -------- | ------------------- | -------- | -------------------- |
| Kiel     | 1943. december 25.  | Lorient  | 1944. február 23.    |
| Lorient  | 1944. április 30.   | Bordeaux | 1944. augusztus 11.  |
| Bordeaux | 1944. augusztus 23. | Marviken | 1944. szeptember 29. |

## Elsüllyesztett hajók
| Dátum            | Hajó neve            | Nemzetisége        | Brt  |
| ---------------- | -------------------- | ------------------ | ---- |
| 1944. június 14. | HMS Birdlip (T 218)* | Egyesült Királyság | 750  |
| 1944. június 14. | Saint Basile         | Franciaország      | 2778 |
| 1944. július 2.  | Bodegraven           | Hollandia          | 5593 |

* A brit flottába besorozott felfegyverzett halászhajó